# Xystrocera nigrita
Xystrocera nigrita är en skalbaggsart som beskrevs av Audinet-serville 1834. Xystrocera nigrita ingår i släktet Xystrocera och familjen långhorningar.
Artens utbredningsområde är:
- Angola.
- Benin.
- Burundi.
- Gabon.
- Ghana.
- Kenya.
- Liberia.
- Mali.
- Moçambique.
- Nigeria.
- Niger.
- Rwanda.
- Senegal.
- Sierra Leone.
- Togo.

Inga underarter finns listade i Catalogue of Life.